# Japanische Fremdenverkehrszentrale
Die Japanische Fremdenverkehrszentrale (jap. 国際観光振興機構 Kokusai Kankō Shinkō Kikō, dt. etwa „Förderorganisation für internationalen Tourismus“, engl. Japan National Tourism Organization, kurz JNTO) stellt Informationen über Japan zur Verfügung, um Reisen in und innerhalb des Landes zu fördern. Das Unternehmen wurde im Jahr 1964 gegründet und hat seinen Hauptsitz im Tokioter Stadtteil Yotsuya. JNTO betreibt Touristeninformationszentren (TIC) und eine Website. Es verbreitet Informationen zu Transport, Unterkunft, Essen, Trinken und Attraktionen sowie veröffentlichte Tourismusstatistiken und Marktberichte. Darüber hinaus werden internationale Kongresse und Incentive-Veranstaltungen unterstützt.

## Geschichte
Kihinkai, die erste japanische Tourismus-Institution für Ausländer, wurde 1893 gegründet. Das Japan Tourism Bureau wurde 1911 gegründet und das erste japanische Tourismusbüro außerhalb Japans wurde 1952 in New York eröffnet. Das erste europäische Büro wurde 1960 in Paris gegründet. 1964 wurde das Japan Tourist Board offiziell in Japan National Tourism Organization (JNTO) umbenannt und nennt sich bis heute so. JTNO ist derzeit (Stand 2024) in 20 Ländern weltweit tätig.

### JNTO in Deutschland
In Deutschland wurde das JNTO-Büro in Frankfurt am Main im Jahr 1963 eröffnet. Frankfurt am Main war im damaligen Westdeutschland der Wirtschaftsstandort und durch internationalen Handel ein lukrativer Ort vieler Büros wie bei JNTO. Es wurde damals entschieden, dass JNTO in Deutsch als „Japanische Fremdenverkehrszentrale“ bezeichnet wird. Unter der Leitung von Sayaka Usui ist das Büro in Frankfurt am Main nicht nur für Deutschland zuständig, sondern auch für Österreich, deutschsprachige Gebiete der Schweiz und auch für einige Länder Ost- und Südosteuropas zuständig. Das JNTO-Büro dient ausschließlich Kultur und Tourismus zwischen Japan und Deutschland. JNTO nimmt dazu noch an einigen Messen und Festen wie bei der ITB Berlin oder dem Japan-Tag in Düsseldorf teil. JNTO berät auch Leute, die sich für Japan interessieren. Im November 2022 ging JNTO eine Partnerschaft mit dem Fußballverein Eintracht Frankfurt ein, als der Verein in selben Monat nach Japan reiste.

## Funktion
JNTO ist eine unabhängige Verwaltungsbehörde der japanischen Regierung. 
JNTO sponsert ein Goodwill-Guide-Programm, durch das rund 47.000 zweisprachige Freiwillige Besucher aus dem Ausland unterstützen. Sie sind berechtigt, das charakteristische Symbol des Programms zu tragen, eine weiße Taube auf einem Globus. In ganz Japan gibt es 77 „Systematized Goodwill Guide“-Gruppen (SGG), die sich größtenteils aus Studenten, Hausfrauen und Rentnern zusammensetzen, die ihre Fremdsprachenkenntnisse bei verschiedenen Aktivitäten einsetzen. Einige Gruppen bieten einen kostenlosen, vorab vereinbarten Rundgang an, bei dem der Besucher lediglich an einem bestimmten Datum und zu einer bestimmten Uhrzeit zu einem vorher festgelegten Ort gehen muss, während andere auf Anfrage bereit sind, Touristen zu treffen. Für den Dienst der Goodwill Guides fallen keine Kosten an, da es sich um Freiwillige handelt. Es werden lediglich Fahrtkosten, Eintrittsgelder zu touristischen Einrichtungen und gemeinsame Mahlzeiten erhoben.

## Übersee-Büros
JNTO verfügt weltweit über 26 Büros. Überseebüros stellen aktuelle Informationen zu inländischen und internationalen Reisen bereit, betreiben Medienmarketing und kooperieren mit Journalisten, nehmen an Reisemessen und Ausstellungen teil, unterstützen die Reiseentwicklung in der lokalen Reisebranche und betreiben tourismusbezogene Forschung.
| Übersee-Büros                                                                                     | Zuständige Gebiete |
| ------------------------------------------------------------------------------------------------- | --- |
| Europa, Mittelosten und Afrika                                                                    | |
| Paris                                                                                             | Frankreich, Andorra, Belgien, Luxemburg, Monaco, Französischsprachige Gebiete der Schweiz, Französische Gebiete von Afrika                                                                      |
| Frankfurt am Main                                                                                 | Deutschland, Bosnien und Herzegowina, Kroatien, Montenegro, Nordmazedonien, Österreich, Polen, Rumänien, Serbien, Slowakei, Slowenien, Tschechien, Ungarn, Deutschsprachige Gebiete der Schweiz |
| Rom                                                                                               | Italien, Albanien, Griechenland, Malta, San Marino, Vatikanstadt |
| Stockholm                                                                                         | Schweden, Dänemark, Estland, Finnland, Island, Lettland, Litauen, Norwegen |
| Madrid                                                                                            | Spanien, Portugal, Portugiesischsprachige Gebiete von Afrika, Spanischsprachige Gebiete von Afrika                                                                                              |
| London                                                                                            | Vereinigtes Königreich, Irland, Israel, Kosovo, Liechtenstein, Niederlande, Zypern, Englischsprachige Gebiete von Afrika und Mittelosten                                                        |
| Moskau (Russland ist derzeit suspendiert und für andere Länder ist der Büro von London zuständig) | Russland, Armenien, Aserbaidschan, Georgien, Kasachstan, Kirigistan, Moldawien, Tadschikistan, Turkmenistan, Ukraine, Usbekistan, Weißrussland                                                  |
| Dubai                                                                                             | VAE, Mittelosten (außer Israel), Nordafrika, Türkei |
| Amerika                                                                                           | |
| New York                                                                                          | Östliche USA, Brasilien, Karibik |
| Los Angeles                                                                                       | Westliche USA |
| Mexiko-Stadt                                                                                      | Mexiko, Mittelamerika, Südamerika (außer Brasilien) |
| Toronto                                                                                           | Kanada |
| Asien und Ozeanien                                                                                | |
| Sydney                                                                                            | Ozeanien |
| Peking                                                                                            | Nord- und Westchina, Mongolei |
| Hongkong                                                                                          | Hongkong, Macau und Taiwan |
| Guangzhou                                                                                         | Südchina |
| Chengdu                                                                                           | Mittelchina |
| Shanghai                                                                                          | Ostchina |
| Seoul                                                                                             | Nord- und Südkorea |
| Delhi                                                                                             | Indien, Bhutan, Nepal |
| Kuala Lumpur                                                                                      | Malaysia, Brunei |
| Singapur                                                                                          | Singapur, Bangladesch, Malediven, Osttimor, Pakistan, Sri Lanka |
| Jakarta                                                                                           | Indonesien |
| Manila                                                                                            | Philippinen |
| Bangkok                                                                                           | Thailand, Kambodscha, Laos, Myanmar |
| Hanoi                                                                                             | Vietnam |